# Wavendon
Wavendon est un village anglais, au sud-est de la ville nouvelle de Milton Keynes. L'étymologie du nom du village vient de l'ancien anglais signifiant « la colline (-don) de Wafa ». Au XXe siècle, le village s'appelait Wafandun.
La commune est connue pour ses manifestations musicales.
En 1967, dans le plan de création de Milton Keynes, Wavendon a été inclus dans le projet de la ville nouvelle.

## Jumelages
- Presles-en-Brie